# 부산일보
《부산일보》(釜山日報, 영어: Busan Ilbo)는 대한민국 부산광역시에서 발간되는 조간신문이며 본사는 부산광역시 동구 중앙대로 365(수정동)에 있다. 부일IS, 부일인쇄, 김해뉴스, BS투데이, 비솜 등 5개 자회사가 있으며 정수장학회가 지분의 100%를 소유하고 있다.
2010년 한국ABC협회에서 공개한 보고서에 따르면 대한민국의 지방 일간지 중 발행 부수가 가장 많다. 여론조사 전문기관인 리얼미터가 2016년 1월 5~8일 조사한 전국 지역신문 신뢰도 조사 결과 부산일보는 전국의 지역신문 중에서도 신뢰도가 가장 높았다. 부산일보는 한국신문협회가 주는 한국신문상을 2017~2019년 3년 연속 기획탐사 부문에서 받았다.

## 역사
1946년 9월 10일 박수형이 창간했다. 당시 타블로이드 2면(창간호는 4면)으로 발행했다.
[창간호 PDF보기] http://epaper.busan.com/01_paper/list.php?time=-735642000&sy=1946&sm=09&sd=10
1949년 5월 신문 판형을 국제규격인 B3판으로 교체했다. 7월 김지태(金智泰)가 회사를 인수하여 제2대 사장으로 취임하였고, 그해 10월 대중신문(大眾新聞)을 흡수, 통합하면서 제호를 한글에서 한자로 바꾸었다.
1951년 사옥 시설이 미군 산하 신문인 《스타스 앤 스트라이프스》에 의해 강제 징발되었다가 2년 후 해제되었다.
1953년 11월 27일에 부산역전 대화재로 인해 관련 사옥이 전소되었다.
1958년 지역 최초로 조·석간 6면 발행을 시작했으며 이듬해 9월 역시 지역 최초로 서울지사를 설치했다. 11월 부일장학회(釜日奬學會)를 설립했다.
1959년, 1952년 4대 사장에 취임한 김지태는 자신이 개국한 부산문화방송을 겸영했다.
1960년 4월 12일 부산일보 1면을 통해 보도된 ‘김주열군의 시신 사진’은 4.19혁명의 도화선이 됐다. 허종은 이 보도로 국가유공자가 됐다.
1962년 5월 김지태는 부산일보와 부산문화방송의 지분을 소유한 부일장학회를 국가에 강제로 헌납하고 사장에서 퇴임했다.
1963년 2월 본사를 새로 준공된 중앙동 사옥으로 이전했다.
1978년 6월 11일 자매지 '주간부산'을 창간했다.
1980년 11월 신군부의 언론통폐합으로 폐간당한 국제신문을 인수해 9년간 독점체제를 유지했다.
1983년 11월 6일 주간 일요건강(1986년 11월 9일 주간부산으로 개칭. 1989년 9월 10일 휴간)을 창간했다.
1984년 12월 31일에는 본사를 수정동으로 옮겨 ‘수정동 시대’를 개막했다.
1985년 3월 1일 국내에서 처음으로 상설 신문전시관을 개관했다.
1988년 7월 11일 한국 언론 사상 초유의 파업을 단행, 편집권 독립을 일궈냈다. 6일간의 이 파업은 언론자유의 깃발을 올린 신호탄으로 한국 언론사에 평가된다.
1989년 2월에 국제신문이 복간하면서 비슷한 시기에 생긴 항도일보(부산매일신문으로 개칭)와 함께 부산지역에 3개 일간지가 유지되다 1998년 국제통화기금(IMF) 구제금융 당시 부산매일이 폐간됨에 따라 현재까지 2개 일간지가 경쟁 구도를 형성하였다.
1994년 12월 제2사옥인 금정사옥을 신축했다.
1998년 5월 6일부터 전면 가로쓰기를 실시하고 9월 4일에 광고대행사인 '부일IS'를 세웠다.
2003년 10월에는 자회사 부일인쇄를 세웠다.
2004년 4월부터 제호를 한글로 바꾸고 서체와 로고를 바꾸었다.
2008년 3월 자회사 ㈜BInet(비아이넷)를 설립했다. 12월 부일E&E를 세웠다.
2009년 2월 11일 지령 20000호를 돌파했다.
2010년 자매지인 <김해뉴스>를 창간하였다.
2011년 11월 30일 <부산일보>가 30일자 신문을 발행하지 못했다. 1988년 노동조합 파업 당시 엿새 동안 발행이 중단된 이후 처음이다. <부산일보> 사측은 29일 이호진 언론노조 부산일보지부장에게 '면직' 통보했으며, 이정호 편집국장을 징계위에 회부했다. 노조 지부가 지난 17일 "<부산일보> 지분 100%를 갖고 있는 정수장학회의 실질적인 사회환원을 요구"했고, <부산일보>는 다음날 이를 보도했다. 김종렬 부산일보 사장이 12월 5일 사의를 표명했다. 김종렬 사장은 편집권 침해 논란과 신문 발행 중단 조치로 노조로부터 퇴진 압박을 받아왔다.
2012년 1월 19일 16대 대표이사 사장에 이명관 기획실장이 선임됐다.
2014년 10월 1일 자 부산일보 1, 2면을 통해 2015년 1월 1일 조간신문 전환과 함께 '독자제일주의' '지역제일주의'를 선언했다.
2015년 1월 1일 68년간의 석간 신문 발행을 마감하고, 조간 신문으로 전환했다. 조간 전환 6개월이 지난 시점에서 석간 체제 때보다 매출이 상승하고 발행부수가 늘어나면서 “연착륙에 성공했다”는 평가가 나오고 있다.

2015년 2월 13일 제17대 대표이사 사장에 안병길 이사가 선임됐다. 7월에는 (주)BS투데이를 세웠다.
12월 1일 자회사 부일인쇄에서 주촌 윤전 3호기 설치 준공식을 갖고 본격적인 32면 풀컬러 체제에 들어갔다. 안병길 사장은 인사말에서 "부산일보는 전국 3번째, 지역에서는 처음으로 48면 인쇄, 32면 컬러가 가능한 상업윤전을 시작했다"고 밝혔다.
12월 21일 북항 신사옥 부지(북항재개발 사업지 IT·영상전시지구 B-3블록 2개 필지)를 부산항만공사로부터 낙찰받았다.
2016년 4월 8일 키자니아 부산 내에 '신문사' 체험관을 개장한다.
2018년 10월 안병길 사장이 자진사퇴 의사를 밝혔다. 그동안 부산일보 구성원들은 4.13 지방선거에 출마한 사장 배우자 문제로 보도공정성 훼손, 편집권 침해 우려를 드러내며 사장퇴진 투쟁을 벌여왔다.
2019년 2월 7일 제18대 김진수 사장이 취임했다.
2월 13일 한국기자협회의 2018년 1년 동안의 이달의 기자상 수상작에 부산일보는 총 6편이 선정됐다고 기자협회가 밝혔다. 2018년 지역언론 가운데 기자상을 가장 많이 받았을 뿐 아니라 전국 순위 3위다. 지역취재부문에서 <한국판 홀로코스트 형제복지원 '절규의 기록' 단독 보도> 등 3편이 수상의 영예를 안았다. 지역기획부문에선 <일몰제의 경고-도심 속 공원이 사라진다>, <2018 부산 공공케어 보고서>, <난개발 그늘, 해안의 역습> 등이 선정돼 부산일보의 '기획보도' 강점이 여실히 드러났다.
3월 8일 한국신문협회(회장 이병규)는 2019년 한국신문상 수상작 4편을 발표했다. 부산일보는 기획탐사 부문에서 ‘난개발 그늘, 해안의 역습’으로 한국신문상을 받았다. 이로써 부산일보는 3년 연속으로 ‘한국신문상’을 수상했다. 부산일보는 2017년(복지사각 제로맵), 2018년(2017 클린에너지 부산 원년으로)에 이어 올해도 수상함에 따라 ‘기획보도의 강자’임을 입증했다.
2020년 4월 부산일보가 매일신문·강원일보 등 지역신문 3사와 동아일보와 함께 구글 뉴스 이니셔티브(GNI)의 ‘혁신 챌린지(Innovation Challenge)’ 국내 지원 대상으로 선정돼 펀딩을 받기로 확정됐다.
5월 21일 KTV(한국정책방송원)와 콘텐츠 교류 업무협약(MOU)을 체결했다. 전국 신문사 최초다.
2019년 9월 2일 매일신문·강원일보와 함께 네이버 모바일 뉴스 채널에 입성했다.
2023년 2월 17일 네이버구독자 300만명을 달성했다.
2019년 9월 네이버 모바일 제휴사로 입점한 후 2020년 8월 구독자 100만 명, 2022년 4월 200만 명을 넘어 2월 17일 300만 명을 넘겼다. 현재 네이버 뉴스 채널에 입점해 있는 82개의 언론사 중 지역 언론사는 부산일보, 강원도민일보, 경기일보 등 총 12곳으로, 구독자 300만 명을 넘어선 곳은 부산일보가 처음이다.

## 부산일보 북항 사옥
2022.6.30 부산시 건축위원회 심의 통과
위치:부산광역시 동구 초량동 부산항(북항)재개발사업지 내 IT영상지구 B-3BL
대지면적 16,715㎡
건축면적 9,148.06㎡
연면적합계 152,547.11㎡
건폐율 54.73%
용적률 599.53%
최고높이 79.9m
주용도: 업무시설 기타용도 오피스텔, 업무시설, 근린생활시설
층수 지하 4층, 지상 25층
건축물 동수:5개동

## 사시
국민의 행복에 헌신한다.
진실을 공평히 보도한다.
평론의 중정(中正)을 관철한다.
청신한 기풍을 존중한다.

## 사가
1964년 7월 10일에 제정되었으며 작사 손중행, 작곡 이상근이 맡았다.
(1절)
저 멀리 현해탄 물굽이처럼 / 희망은 푸르러 넘실거린다
그 이름 부산일보 굳건하여라 / 빛나는 전통을 살리기 위해
양심의 붓대를 힘차게 쥐자 / 양심의 붓대를 힘차게 쥐자
(2절)
저 하늘 둥그런 아침해처럼 / 정열은 불타서 이글거린다
그 이름 부산일보 늠름하여라 / 무거운 사명을 다하기 위해
자유의 깃발을 드높이 들자 / 자유의 깃발을 드높이 쥐자

## 지면
- 주5일제 신문을 발행한다.
- 매주 토요일 일요일 신문 발행하지 않고[21], 온라인 서비스를 계속한다.

## 역대 사장
- 박수형 (1946 ~ 1949)
- 김지태 (1949 ~ 1951 / 1952 ~ 1962)
- 박찬현 (1951 ~ 1952)
- 황용주 (1962 ~ 1963)
- 박준규 (1963 ~ 1964)
- 최세경 (1964 ~ 1971)
- 김동욱 (1971 ~ 1973)
- 왕학수 (1973 ~ 1980)
- 권오현 (1980 ~ 1986)
- 윤임술 (1986 ~ 1988)
- 송정제 (1988 ~ 1994)
- 정한상 (1994 ~ 1997)
- 김상훈 (1997 ~ 2006)
- 15대 김종렬 (2006 ~ 2012)
- 16대 이명관 (2012 ~ 2015)
- 17대 안병길 (2015 ~ 2019)
- 18대 김진수 (2019 ~ )

## 통계
| 년도                          | 발행 부수 (부산) | 발행 부수 (경남) | 비고 |
| ----------------------------- | ---------------- | ---------------- | ---- |
| 2010년                        | 155,206          | 23,161           |      |
| 2012년                        | 140,599          | 20,969           |      |
| 2014년                        | 131,191          | 19,430           |      |
| 2017년                        | 123,199          | 빈칸             |      |
| 출처: 한국ABC협회, 미디어오늘 |                  |                  |      |

## 정기 간행물
- 소년부일 (1964.9.1. ~ 1965.6.30.)
- 주간부산 (1978.6.11. ~ 1980.7.13 / 1983.11.6 ~ 1989.9.10)
- 부일연감 (1981~1985 / 1987~1994 / 1997~1998 / 2002)

## 같이 보기
- 화랑대기 전국고교야구대회
- 부산바다하프마라톤
- 해운대 북극곰 축제
- 부일영화상
- 부일IS
- 부일인쇄
- 김해뉴스
- (주)BS투데이
- 비솜
- 부일여성대학

## 주해
1. ↑  부일장학회 헌납사건은 62년 김지태가 석방의 대가로 자신 소유의 부산일보, 한국문화방송, 부산문화방송의 주식과 부일장학회 장학사업을 위해 준비해둔 토지 100,147평을 강압적으로 국가에 '기부'토록 한 사건이다. 5.16 장학회는 김지태가 재산을 '헌납'한 닷새 뒤 설립됐다. 결국 박정희 정권은 부일장학회를 국가에 귀속시키지 않고 5.16 장학회로 이름을 바꾸면서 사실상 박정희 일가의 소유로 만들었다. 1982년 5.16 장학회의 이름을 정수장학회로 바꾸었다. 2007년 5월 29일 진실 화해를 위한 과거사위원회는 5.16 군사쿠데타로 집권한 정부가 정수장학회(옛 부일장학회) 재산을 강탈했다고 결론내렸다. 1962년 부산의 실업가 김지태 씨가 토지와 문화방송 주식 등 재산을 국가에 헌납한 것은 구속 수사 등 국가권력의 강압 때문이었다고 판단했다. 과거사위원회는 국가가 김 씨 유족에게 사과하고 헌납받은 재산도 반환하라고 권고했다. 진실규명 결정을 받은 김씨의 유가족들은 2010년 6월에야 법원에 정수장학회와 국가를 상대로 낸 주식양도 등 청구소송을 냈다. 대법원은 2014년 2월 13일 김지태씨 장남 영구 씨를 비롯한 유가족 6명이 정수장학회와 국가를 상대로 낸 주식양도 등 청구소송 상고심에서 심리불속행 기각 결정을 내렸다. 김지태 유족 측이 소멸시효가 지났다는 이유로 패소한 것이다.
2. ↑  노조 파업으로 엿새 동안 신문 발행이 중단됐다. 16일 협상이 타결되어 노조와 재단은 윤임술 사장의 퇴진, 편집국장 추천제 등에 합의했으나 정수재단 문제는 제외됐다.